# تانژو گورسو
تانژو گورسو (انگلیسی: Tanju Gürsu؛ ۳۰ اکتبر ۱۹۳۹ – ۷ ژوئن ۲۰۱۶) بازیگر، کارگردان و  فیلم‌نامه‌نویس اهل ترکیه بود. وی بین سال‌های ۱۹۶۲ تا ۲۰۱۶ میلادی فعالیت می‌کرد.